# La valle delle ombre (film)
La valle delle ombre è un film horror del 2009, diretto da Mihály Györik. La sceneggiatura è scritta da Eraldo Baldini, Sandrone Dazieri, Giampiero Rigosi, Fausto Brizzi e Marco Martani ed è basata su alcuni racconti di Eraldo Baldini.
Prima di venirsi definito il nome ufficiale della pellicola, il titolo di lavorazione era Le valli della paura, poi cambiato modificandone solo l'ultima parte.
La prima internazionale si è tenuta il 12 agosto 2009 nel corso del Festival di Locarno.

## Trama
Matteo, un ragazzino di città, si reca in visita dal nonno in un villaggio di montagna, dove fervono i preparativi per un'antica festa pagana.
Lì incontra sua cugina Lidia e altri ragazzi del luogo. Ha inizio un gioco pericoloso che fa riaffiorare i misteri oscuri della valle.